# レイ・ラヴジョイ
レイ・ラヴジョイ（Ray Lovejoy, 1939年2月18日 - 2001年10月19日）は、イギリスの編集技師である。

## 来歴
『エイリアン2』（1986年）でアカデミー編集賞にノミネートされた。
2001年10月19日、ロンドンで心筋梗塞により亡くなる。

## 主なフィルモグラフィ
- 2001年宇宙の旅 2001: A Space Odyssey (1968)
- A Day in the Death of Joe Egg (1972)
- The Ruling Class (1972)
- 爆走! Fear Is the Key (1972)
- ピーター・セラーズのおとぼけパイレーツ Ghost in the Noonday Sun (1973)
- Side by Side (1975)
- Never Too Young to Rock (1975)
- シャイニング The Shining (1980)
- ドレッサー The Dresser (1983)
- 銀河伝説クルール Krull (1983)
- シーナ Sheena (1984)
- 哀愁のエレーニ Eleni (1985)
- エイリアン2 Aliens (1986)
- 容疑者 Suspect (1987)
- ホームボーイ Homeboy (1988)
- 事件を追え The House on Carroll Street (1988)
- バットマン Batman (1989)
- ミスターフロスト Mister Frost (1990)
- Let Him Have It (1991)
- イヤー・オブ・ザ・コメット/失われたワインを追え! Year of the Comet (1992)
- ラスト・ウィンド/少年達は砂漠を越えた A Far Off Place (1993)
- ゆかいな天使/トラブるモンキー Monkey Trouble (1994)
- レインボー Rainbow (1995)
- Mrs. Munck (1995)
- The Last of the High Kings (1996)
- 秘密の絆 Inventing the Abbotts (1997)
- ロスト・イン・スペース Lost in Space (1998)
- ランニング・フリー 〜アフリカの風になる〜 Running Free (1999)
- The Quickie (2001)